# Seine-Saint-Denis
Seine-Saint-Denis er et fransk departement i regionen Île-de-France. Hovedbyen er Bobigny, og departementet har 1.485.000 indbyggere (2006).
Der er 3 arrondissementer, 21 kantoner og 39 kommuner i Seine-Saint-Denis.
- Wikimedia Commons har flere filer relateret til Seine-Saint-Denis

48°54′N 2°29′Ø / 48.9°N 2.48°Ø